# Passiamo la notte insieme
Passiamo la notte insieme è stato un programma televisivo italiano andato in onda su Canale 5 in seconda serata, dal lunedì al venerdì, dal 4 luglio al 9 settembre 1988 per cinquanta puntate. La trasmissione era condotta da Marco Predolin.

## La trasmissione
Il programma, ideato da Fatma Ruffini, nasceva dalle precedenti esperienze televisive del conduttore Marco Predolin e dell'autore Marco Balestri nel campo delle trasmissioni legate alle dinamiche di coppia e all'amore (M'ama non m'ama, Il gioco delle coppie), realizzando così un prodotto inedito nella fascia delle 22.30 del palinsesto estivo al posto di programmi in replica, come succedeva nelle precedenti stagioni.
Protagonisti di ogni puntata erano sei concorrenti, tre uomini e tre donne, che attraverso quattro manche avevano la possibilità di conoscersi a vicenda; nella prima manche ognuno raccontava i propri gusti personali, nella seconda i concorrenti dichiaravano quale parte del corpo dell'altro sesso attraesse maggiormente la loro attenzione e potevano porre una domanda intima alla propria controparte, mentre la terza fase del gioco era una vera e propria prova di corteggiamento. Nella manche finale, il conduttore chiedeva invece ai protagonisti cosa avrebbero voluto cambiare nella persona conosciuta.
In particolare, le concorrenti di sesso femminile erano divise tra "buone" e "cattive", e si differenziavano tra loro per le diverse modalità d'approccio che un uomo avrebbe dovuto avere nei loro confronti.
Il premio in palio per la coppia vincitrice era la possibilità di passare la notte insieme, come recita il titolo, in una struttura alberghiera turistica.

### Accoglienza da parte della critica
La trasmissione non è stata accolta bene da parte della critica; Beniamino Placido de la Repubblica, in particolare, criticò la conduzione di Predolin, reo di non saper trattare con la dovuta delicatezza le tematiche dell'eros e considerandolo non in grado di valorizzare i protagonisti di ogni puntata e di renderli addirittura antipatici al pubblico. Delle similitudini sono state trovate con Tra moglie e marito, in onda nella regolare stagione televisiva nel preserale di Canale 5 con la conduzione di Marco Columbro, che sempre Placido considerava più sobrio e signorile di Predolin.

### Cast
Il programma era arricchito dalla presenza di un numeroso cast di vallette, tra le quali spiccava Simonetta Pravettoni, alle sue prime esperienze televisive prima di diventare velina di Striscia la notizia.
Autori del programma insieme a Marco Balestri erano Giampiero Ameli e Salvatore De Pasquale; la scenografia era di Graziella Evangelista, la regia di Rinaldo Gasperi.